# Cucullia celsiphaga
Cucullia celsiphaga là một loài bướm đêm trong họ Noctuidae.